# Pierre Le Mellec
Pierre Le Mellec (Vannes, 3 agosto 1940) è un ciclista su strada francese, professionista dal 1959 al 1967.

## Carriera
Ha vinto una tappa al Giro del Delfinato, nel 1964.

## Palmarès

### Strada
- 1962

Cicuit de la Vallèe de la Loire
- 1963

Rennes-Redon
- 1964

3ª tappa Giro del Delfinato

## Piazzamenti

### Grandi Giri
- Tour de France

1964: ritirato